# الاتصالات في السعودية

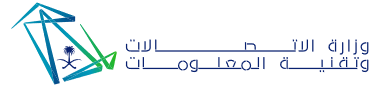
شعار وزارة الاتصالات وتقنية المعلومات

الاتصالات في السعودية تعتبر متقدّمة، فهناك ست شركات اتصالات تقدّم خدماتها المختلفة في مجالات الاتصال والإنترنت.

## التاريخ

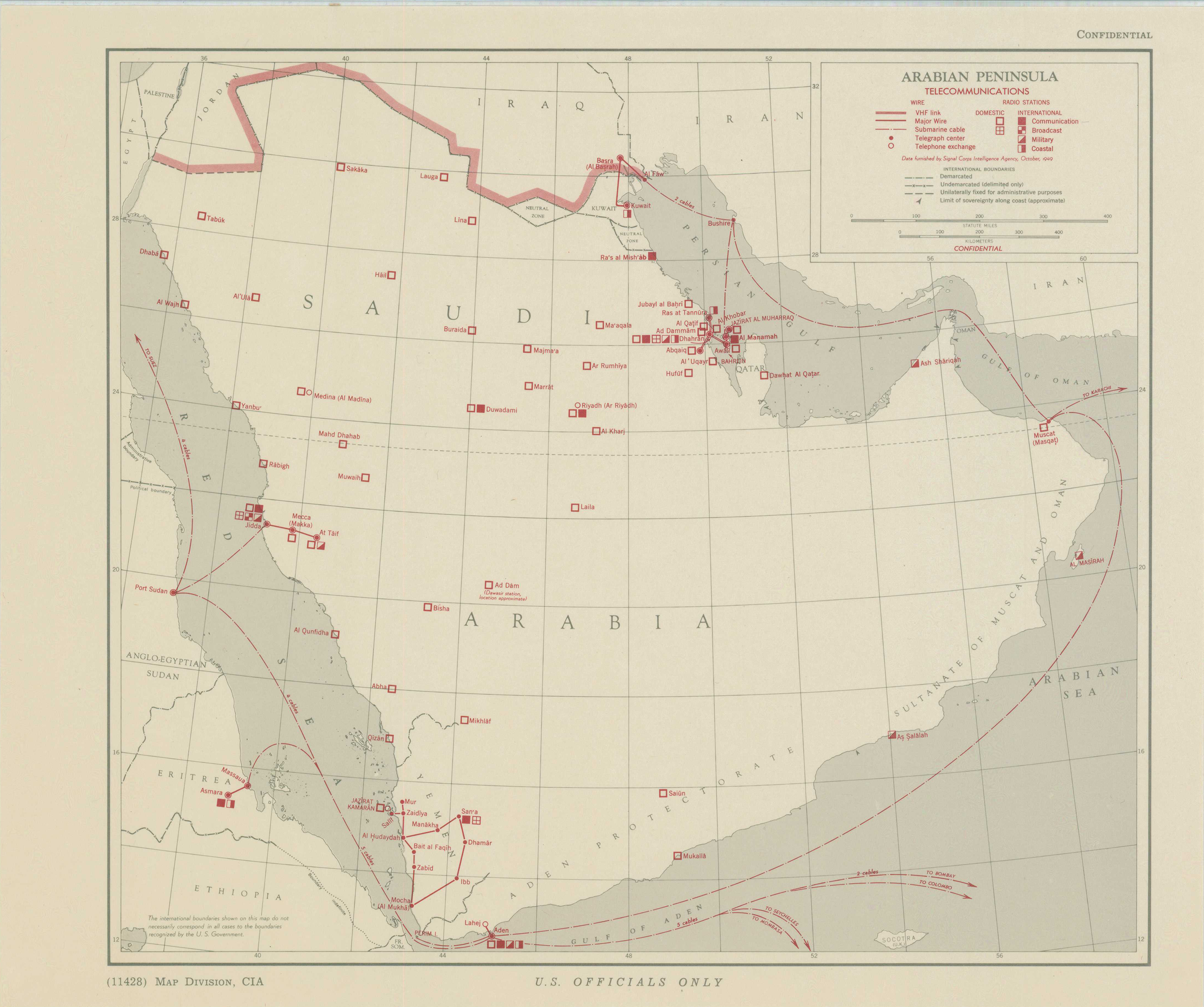
خريطة تعود لوكالة المخابرات المركزية للبنية التحتية للاتصالات في شبه الجزيرة العربية، 1949

تأسست مديرية البرق والبريد والهاتف كأول جهاز حكومي أنشأه الملك المؤسس عبد العزيز آل سعود في عام 1926م، بهدف توفير خدمات البريد والاتصالات والإشراف عليها. وفي عام 1934م، استوردت المملكة أول محطة لاسلكية متنقلة لتوفير خدمات التلغراف. وفي العام نفسه، أُطلقت خدمة الهاتف لربط مدن وقرى المملكة. شهد عام 1984م إدخال وتشغيل أول شبكة ألياف بصرية في البلاد، بينما تم إطلاق خدمة الهاتف المحمول في عام 1995م.
كانت شركة الاتصالات السعودية (STC) هي أول شركة في السعودية تقدم خدمات الهاتف الثابت والمتنقل. في حين أن أول اتصال بالإنترنت تم توفيره بواسطة شركة صحارى نت في صيف عام 1994م، سمحت هيئة الاتصالات لاحقًا لشركات أخرى بمنافسة شركة الاتصالات السعودية، ليصل إجمالي عدد الشركات إلى خمس: (1) شركة الاتصالات السعودية (STC): تشمل خدمات الخطوط الأرضية والهاتف المحمول. (2) شركة الاتصالات المتكاملة (ITC): المشغل الثاني بعد شركة الاتصالات السعودية، تأسست عام 2005م وتقدم خدمات الإنترنت والنطاق العريض والاتصال وخدمات الأقمار الصناعية للشركات والمستهلكين وتجارة الجملة. (3) موبايلي: تقدم خدمات الهاتف المحمول والإنترنت عبر شبكة الألياف البصرية. (4) زين: شركة كويتية، تقدم خدمات الهاتف المحمول. (5) جو عَذيب: شركة سعودية حديثة، تقدم خدمات الاتصال بالإنترنت عبر خطوط مشابهة للخطوط الأرضية. في عام 2019م، احتلت المملكة العربية السعودية المرتبة الثانية بين دول مجموعة العشرين فيما يتعلق بتوافر الطيف الراديوي الممنوح للمشغلين لخدمات الاتصالات المتنقلة العامة.
- أجهزة لاسلكية: في عام 1344هـ الموافق 1925م جرت أول مفاوضات مع الشركات في الخارج لشراء أجهزة لاسلكية.
- إنشاء شبكة لاسلكية: ما بين الأعوام 1344 -1351هـ الموافق 1925 -1932م، بدأ العمل على إنشاء شبكة لاسلكية.
- أول مديرية للبرق والبريد والهاتف: في عام 1345هـ الموافق 1926م أنشأت أول مديرية للبرق والبريد والهاتف في مكة المكرمة.
- إنشاء أول مدرسة لتعليم فن اللاسلكي: في عام 1349هـ الموافق 1930م صدرت موافقة المقام السامي على إنشاء أول مدرسة لتعليم فن اللاسلكي في السعودية بجدة.
- المحطات اللاسلكية السيّارة: في عام 1350هـ/ 1931م وصلت أولى المحطات اللاسلكية السيارة لتأمين الخدمات البرقية.
- تشغيل أول مقسم بالرياض: في عام 1351هـ الموافق 1932م تم تشغيل أول مقسم بالرياض في قصر الحكم بسعة (50) خطاً.
- دخول الهاتف إلى السعودية: في عام 1353هـ الموافق 1934م دخلت خدمة الهاتف إلى السعودية لأول مرة.
- إنشاء شبكة الهاتف اللاسلكي: في عام 1371هـ الموافق 1952م أنشأت شبكة الهاتف اللاسلكي بالموافقة السامية لربط البلاد السعودية بعضها ببعض.
- تشغيل أول شبكة من الكوابل البصرية: في عام 1404هـ الموافق 1984 م تم تشغيل أول شبكة من الكوابل البصرية، وتم إنشاء مراكز ومجمعات الاتصالات في جميع مناطق السعودية.
- تشغيل خدمة الهاتف الجوّال: في عام 1416هـ الموافق 1995م تم تشغيل خدمة الهاتف الجوال.
- تأسيس شركة الاتصالات السعودية: في عام 1418هـ الموافق 1997 م صدرت موافقة فهد بن عبد العزيز آل سعود بالأمر السامي الكريم رقم م/35  بفصل مرافق البرق والبريد والهاتف عن الوزارة، وتأسيس شركة مساهمة سعودية باسم شركة الاتصالات السعودية للقيام بخدمات الاتصالات، وبدأت الشركة أعمالها يوم 6 محرم من عام 1419هـ الموافق 1998/05/02م.
- إنشاء هيئة الاتصالات وتقنية المعلومات: في عام 1422هـ الموافق 2001 م صدرت موافقة فهد بن عبد العزيز آل سعود بالأمر السامي رقم 2/12 وتاريخ 1422/03/12هـ وقرار مجلس الوزراء رقم 74 وتاريخ 1422/03/05هـ بالموافقة على نظام الاتصالات وإنشاء هيئة الاتصالات السعودية، لتتولى تنظيم هذا القطاع بهدف تقديم خدمات اتصالات متطورة وموثوق بها في جميع أنحاء المملكة من قِبّل الشركـات التي يتم الترخيـص لها، وفق نظام الاتصالات.
- البدء في تقديم خدمات موبايلي: في عام 1426 ھ الموافق 2005 م البدء في تقديم خدمات المشغل الثاني للھاتف المتنقل (موبايلي).[5]

## الإنترنت

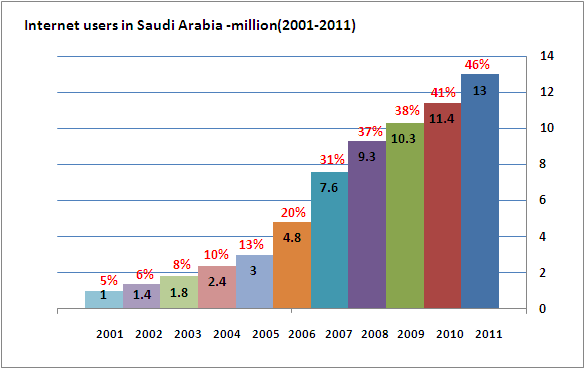
رسم بياني يوضح نمو مستخدمي الإنترنت في المملكة العربية السعودية من عام 2001 إلى عام 2011

- مزودو خدمة الإنترنت (ISPs): 22 (2005)
- مستخدمو الإنترنت: 30.25 مليون، 91% من السكان (2018) [1]
- رمز الدولة (نطاق المستوى الأعلى): .sa

توفرت خدمة النطاق العريض الرقمي غير المتماثل (ADSL) في السعودية منذ عام 2001.
اعتبارًا من عام 2011، بلغت أقصى سرعة إنترنت مُتاحة 200 ميجابت/ثانية. اعتبارًا من أكتوبر 2006، أصبح مزودو خدمة الإنترنت البالغ عددهم 20 مزودًا في المملكة العربية السعودية متصلين عبر شركات مرخصة باسم "مزود خدمة البيانات"، مثل شركة الاتصالات السعودية وشركة الاتصالات المتكاملة. كان مزودو خدمة الإنترنت متصلين سابقًا عبر مدينة الملك عبد العزيز للعلوم والتقنية (KACST)، التي كانت مسؤولة أيضًا عن نظام أسماء النطاقات (DNS) وفلترة حركة المرور. منذ أكتوبر 2006، أصبحت هيئة الاتصالات وتقنية المعلومات مسؤولة عن خدمات نظام أسماء النطاقات والفلترة.
في عام 2019، بلغ متوسط سرعة خدمات الإنترنت عبر الهاتف المحمول 37.5 ميجابت/ثانية، من 9.2 ميجابت/ثانية في عام 2017.

## الجهات الحكوميّة
| اسم الجهة                        | تاريخ التأسيس | بعض المهام |
| -------------------------------- | ------------- | --- |
| وزارة الاتصالات وتقنية المعلومات | 1975م         | بعض مهام الوزارة: - وضع خطة لتقديم الخدمات والمعاملات الحكومية إلكترونياً. - الموافقة على القواعد المنظمة لمشاركة القطاع الخاص في الأعمال الإلكترونية وفق أسلوب المشاركة في الدخل المتوقع - تشكيل لجان للتعاملات الإلكترونية الحكومية. - إقرار ضوابط تطبيق التعاملات الإلكترونية الحكومية في الجهات الحكومية. - إقرار الخطة الوطنية للاتصالات وتقنية المعلومات. |
| هيئة الاتصالات والفضاء والتقنية  | 2001م         | بعض مهام الهيئة: - تنظيم قطاع الاتصالات وتقنية المعلومات في السعودية. - توفير خدمات اتصالات متطورة وكافية وبأسعار مناسبة. - إيجاد المناخ المناسب لتشجيع المنافسة العادلة. - استخدام الترددات بصورة فعّالة. - توطين تقنية الاتصالات ومواكبة تقدمها. |

## مزودو الخدمة

شعار شركة الاتصالات السعودية

| اسم الشركة                                        | تاريخ التأسيس       |
| ------------------------------------------------- | ------------------- |
| شركة الاتصالات السعودية                           | 1998م (بعد خصخصتها) |
| موبايلي                                           | 2005م               |
| شركة اتحاد عذيب للاتصالات "جو GO"                 | 2007م               |
| زين السعودية                                      | 2008م               |
| ليبارا                                            | 2013م               |
| فيرجن موبايل                                      | 2014م               |
| شركة الاتصالات المتكاملة                          | 2005م               |
| شركة ضوئيات المتكاملة للإتصالات و تقنية المعلومات | 2009م               |

## إحصائيات وأرقام
| الخدمة                                             | عدد الاشتراكات    | نسبة الانتشار                                                               |
| -------------------------------------------------- | ----------------- | --------------------------------------------------------------------------- |
| خدمات الاتصالات المتنقّلة                           | 40 مليون مشترك.   | 126.7% على مستوى السكّان. 74.8% اشتراكات مسبقة الدفع. 25.2% اشتراكات مفوترة. |
| خدمات الاتصالات الثابتة                            | 3,64 مليون مشترك. | 31.6% على مستوى المساكن.                                                    |
| خدمات النطاق العريض (عبر شبكات الاتصالات الثابتة)  | 2,50 مليون مشترك. | 33.6% على مستوى المساكن.                                                    |
| خدمات النطاق العريض (عبر شبكات الاتصالات المتنقّلة) | 29,7 مليون مشترك. | 93.5% على مستوى السكّان.                                                     |

| خدمات الاتصالات الصوتية المتنقلة في المملكة للأعوام من 2015م إلى 2019م |                                             |                                              |                                       |                                                     |                                                       |
| العام                                                                  | الاشتراكات المفوترة Post-Paid Subscriptions | الاشتراكات مسبقة الدفع Prepaid Subscriptions | اجمالي الاشتراكات Total subscriptions | نسبة الانتشار للسكان population penetration rate(%) | اشتراكات النطاق العريض Mobile Broadband Subscriptions |
| 2015                                                                   | 7,689,009                                   | 39,415,871                                   | 47,104,880                            | 149.4%                                              | 31,510,239                                            |
| 2016                                                                   | 7,863,779                                   | 35,787,089                                   | 43,650,868                            | 137.5%                                              | 23,883,685                                            |
| 2017                                                                   | 10,107,326                                  | 30,103,639                                   | 40,210,965                            | 126.7%                                              | 29,714,029                                            |
| 2018                                                                   | 12,893,788                                  | 28,416,796                                   | 41,310,584                            | 126.9%                                              | 29,145,833                                            |
| 2019                                                                   | 14,220,000                                  | 27,410,000                                   | 41,630,000                            | 124,6%                                              | 29,450,000                                            |

## خطط تطويرية[12]

### تعزيز نشر البنية التحتية وتطوير تنظيماتها
تعمل هيئة الاتصالات والفضاء والتقنية على تعزيز نشر البنية التحتية، وخصوصًا ما يتعلق بنشر النطاق العريض.

### تعزيز استخدام التقنيات الحديثة
تطمح هيئة الاتصالات والفضاء والتقنية لتبني استخدام التقنيات الحديثة، واستخدامها، والاستثمار فيها، مثل مبادرة تمكين تقنيات الجيل الخامس وإنترنت الأشياء.

## الجرائم المعلوماتية في السعودية[14]

### أهداف النظام
1. المساعدة على تحقيق الأمن المعلوماتي.
2. حفظ الحقوق المترتبة على الاستخدام المشروع للحاسبات الآلية والشبكات المعلوماتية.
3. حماية المصلحة العامة، والأخلاق، والآداب العامة.

صورة موقع محجوب

4. حماية الاقتصاد الوطني.

### الجرائم والعقوبات
| العقوبة                                                                                         | الجرائم |
| ----------------------------------------------------------------------------------------------- | --- |
| السجن لمدة لا تزيد عن سنة. غرامة لا تزيد عن 500 ألف ريال سعودي. أو بإحدى العقوبتين.             | التنصت على ما هو مرسل عن طريق شبكة معلوماتيّة أو أحد أجهزة الحاسب الآلي دون مسوّغ نظامي صحيح، أو التقاطه أو اعتراضه |
| السجن لمدة لا تزيد عن سنة. غرامة لا تزيد عن 500 ألف ريال سعودي. أو بإحدى العقوبتين.             | الدخول غير المشروع لتهديد شخص أو ابتزازه؛ لحمله على القيام بفعل أو الامتناع عنه، ولو كان القيام بهذا الفعل أو الامتناع عنه مشروعًا. |
| السجن لمدة لا تزيد عن سنة. غرامة لا تزيد عن 500 ألف ريال سعودي. أو بإحدى العقوبتين.             | الدخول غير المشروع لموقع إلكتروني، أو الدخول إلى موقع إلكتروني لتغيير تصاميم هذا الموقع، أو إتلافه، أو تعديله، أو شغل عنوانه. |
| السجن لمدة لا تزيد عن سنة. غرامة لا تزيد عن 500 ألف ريال سعودي. أو بإحدى العقوبتين.             | المساس بالحياة الخاصة عن طريق إساءة استخدام الهواتف النقّالة المزودة بالكاميرا، أو مافي حكمها. |
| السجن لمدة لا تزيد عن سنة. غرامة لا تزيد عن 500 ألف ريال سعودي. أو بإحدى العقوبتين.             | التشهير بالآخرين، وإلحاق الضرر بهم، عبر وسائل تقنية المعلومات المختلفة. |
| السجن لمدة لا تزيد عن ثلاث سنوات. غرامة لا تزيد عن مليوني ريال سعودي. أو بإحدى العقوبتين.       | الاستيلاء لنفسه أو لغيره على مال منقول أو على سند، أو توقيع هذا السند، وذلك عن طريق الاحتيال، أو اتخاذ اسم كاذب، أو انتحال صفة غير صحيحة. |
| السجن لمدة لا تزيد عن ثلاث سنوات. غرامة لا تزيد عن مليوني ريال سعودي. أو بإحدى العقوبتين.       | الوصول - دون مسوغ نظامي صحيح - إلى بيانات بنكية، أو ائتمانية، أو بيانات متعلقة بملكية أوراق مالية للحصول على بيانات، أو معلومات، أو أموال، أو ما تتيحه من خدمات.                                                                                               |
| السجن لمدة لا تزيد عن أربع سنوات. غرامة لا تزيد عن ثلاثة ملايين ريال سعودي. أو بإحدى العقوبتين. | الدخول غير المشروع لإلغاء بيانات خاصة، أو حذفها، أو تدميرها، أو تسريبها، أو إتلافها أو تغييرها، أو إعادة نشرها. |
| السجن لمدة لا تزيد عن أربع سنوات. غرامة لا تزيد عن ثلاثة ملايين ريال سعودي. أو بإحدى العقوبتين. | إيقاف الشبكة المعلوماتية عن العمل، أو تعطيلها أو تدمير، أو مسح البرامج، أو البيانات الموجودة، أو المستخدمة فيها، أو حذفها، أو تسريبها، أو إتلافها، أو تعديلها.                                                                                                 |
| السجن لمدة لا تزيد عن أربع سنوات. غرامة لا تزيد عن ثلاثة ملايين ريال سعودي. أو بإحدى العقوبتين. | إعاقة الوصول إلى الخدمة، أو تشويشها، أو تعطيلها، بأي وسيلة كانت. |
| السجن لمدة لا تزيد عن خمس سنوات. غرامة لا تزيد عن ثلاثة ملايين ريال سعودي. أو بإحدى العقوبتين.  | إنتاج ما من شأنه المساس بالنظام العام، أو القيم الدينية، أو الآداب العامة، وحرمة الحياة الخاصة، أو إعداده، أو إرساله، أو تخزينه عن طريق الشبكة المعلوماتية، أو أحد أجهزة الحاسب الآلي.                                                                         |
| السجن لمدة لا تزيد عن خمس سنوات. غرامة لا تزيد عن ثلاثة ملايين ريال سعودي. أو بإحدى العقوبتين.  | إنشاء موقع على الشبكة المعلوماتية، أو أحد أجهزة الحاسب الآلي أو نشره، للاتجار في الجنس البشري، أو تسهيل التعامل به. |
| السجن لمدة لا تزيد عن خمس سنوات. غرامة لا تزيد عن ثلاثة ملايين ريال سعودي. أو بإحدى العقوبتين.  | إنشاء المواد والبيانات المتعلقة بالشبكة الإباحية، أو أنشطة الميسر المخلة بالآداب العامة أو نشرها أو ترويجها. |
| السجن لمدة لا تزيد عن خمس سنوات. غرامة لا تزيد عن ثلاثة ملايين ريال سعودي. أو بإحدى العقوبتين.  | إنشاء موقع على الشبكة المعلوماتية، أو أحد أجهزة الحاسب الآلي أو نشره، للإتجاب بالمخدرات، أو المؤثرات العقلية، أو ترويجها، أو طرق تعاطيها، أو تسهيل التعامل بها.                                                                                                |
| السجن لمدة لا تزيد عن عشر سنوات. غرامة لا تزيد عن خمسة ملايين ريال سعودي. أو بإحدى العقوبتين.   | إنشاء موقع لمنظمات إرهابية على الشبكة المعلوماتية، أو أحد أجهزة الحاسب الآلي أو نشره لتسهيل الاتصال بقيادات تلك المنظمات، أو أي من أعضائها أو ترويج أفكارها أو تمويلها، أو نشر كيفية تصنيع الأجهزة الحارقة، أو المتفجرات، أو أداة تستخدم في الأعمال الإرهابية. |
| السجن لمدة لا تزيد عن عشر سنوات. غرامة لا تزيد عن خمسة ملايين ريال سعودي. أو بإحدى العقوبتين.   | الدخول غير المشروع إلى موقع إلكتروني، أو نظام معلوماتي مباشرة، أو عن طريق الشبكة المعلوماتية، أو أحد أجهزة الحاسب الآلي للحصول على بيانات تمس الأمن الداخلي أو الخارجي للدولة، أو اقتصادها الوطني.                                                             |

## رؤية السعودية 2030في قطاع الاتصالات

تعمل السعودية على تطوير البنية التحتية الخاصة بـالاتصالات وتقنية المعلومات وبخاصة تقنيات النطاق العريض عالي السرعة لزيادة نسبة التغطية في المدن وخارجها وتحسين جودة الاتصال، وسيكون ذلك من خلال الشراكة الحكومية مع القطاع الخاص، ويتمثل هدف الحكومة السعودية في الوصول إلى تغطية تتجاوز (90%) من المنازل في المدن ذات الكثافة السكانية العالية و(66%) في المناطق الأخرى. ولتحقيق هذه الغاية، ستحفز الحكومة السعودية الاستثمار في تقنيات النطاق العريض في المناطق ذات الكثافة السكانية العالية، وستطور إطار شراكات جديدة مع القطاع الخاص، وستضع معايير للبناء تسهل مد شبكة النطاق العريض. كما ستعزز حوكمة التحول الرقمي عبر مجلس وطني يشرف على هذا المسار وستدعم هذا التحول على مستوى الحكومة أيضاً. وستهيئ الآلية التنظيمية والدعم المناسب لبناء شراكة فاعلة مع مشغلي الاتصالات بهدف تطوير البنية التحتية التقنية، وستدعم نمو المستثمرين المحليين في قطاع الاتصالات وتقنية المعلومات.
وفي 16 يوليو 2024 حققت المملكة إنجازا جديدا بحصدها المركز الثاني على دول مجموعة العشرين للمرة الثانية على التوالي في "مؤشر تنمية الاتصالات والتقنية 2024" الصادر عن الاتحاد الدولي للاتصالات  (IDI)، الذي يرصد اقتصادات 170 دولة.